# Пригір'я
Пригі́р'я (до 1915 — Альтонау, № 9) — село в Україні, у Кочубеївській сільській територіальній громаді Бериславського району Херсонської області. Населення становить 454 осіб.
Село розташоване на стику трьох областей: Херсонської, Дніпропетровської (Криворізький район) та Миколаївської (Казанківський район).

## Історія
Альтонау/Altonau (також Альтенау/Altenau, № 9), до 1917 — менонітське село Орлафської/Кочубеївської волості Херсонського повіту Херсонської губернії; у радянський період — Миколаївська/Дніпропетровська область, Великоолександрівський /ім. Фріца Геккерта (Кронауський, Високопільський, Петрівський) німецький район. Засноване 1875 року. Засновники з молочанської колонії Альтонау. Менонітські громади Альтонау та Орлоф. Молитовний будинок (1881). Землі 1346 га (1918). У 1900 виїхали на Алтай 95 мешканців. Убита махновцями 1 особа (1919), померли від голоду 12 осіб (1932-33), у 1929-41 депортовані 46 осіб. Кооперативна лавка, сільсько-господарське кооперативне товариство, початкова школа (1926). Семірічна школа, бібліотека. Мешканці: 151 (1885), 207 (1896), 265 (1906), 215 (1910), 236 (1916), 253 (1919), 388 (1925), 623/602 німці (1941), 520/520 німці (1942; 112 німецькі сім'ї або 85 % без голови сім'ї).
12 червня 2020 року, відповідно до Розпорядження Кабінету Міністрів України від № 726-р «Про визначення адміністративних центрів та затвердження територій територіальних громад Херсонської області», увійшло до складу Кочубеївської сільської громади.
19 липня 2020 року, в результаті адміністративно-територіальної реформи та ліквідації   Високопільського району.увійшло до складу Бериславського району.

### Російсько-українська війна
На початку березня 2022 року село було окуповане військами РФ. 31 березня 2022 року ЗСУ звільнили село від російської окупації.

## Населення
Згідно з переписом УРСР 1989 року чисельність наявного населення села становила 526 осіб, з яких 259 чоловіків та 267 жінок.
За переписом населення України 2001 року в селі мешкали 454 особи.

### Мовний склад
Рідна мова населення за даними перепису 2001 року:
| Мова       | Чисельність, осіб | Доля     |
| ---------- | ----------------- | -------- |
| Українська | 447               | 98,46 %  |
| Російська  | 7                 | 1,54 %   |
| Разом      | 454               | 100,00 % |

## Відомі люди
У селі народився відомий телевізійний шоумен Ігор Кондратюк.